# Sonet 27 (William Szekspir)

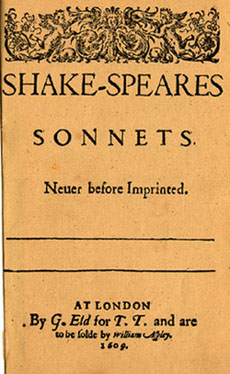
Strona tytułowa pierwszego wydania sonetów Shakespeare’a

Sonet 27 (Strudzony drogą, wierzę, że odnowię) – jeden z cyklu sonetów autorstwa Williama Shakespeare’a.

## Treść
Utwór ten, będący opisem powrotu z podróży i miłości do kochanka, stanowi jedyny pangramiczny sonet tego autora.